# Sandra Voe
Sandra Voe, pseudonimo di Sandra Williamson (Isole Shetland, 6 ottobre 1936), è un'attrice scozzese.
Ha iniziato la sua carriera alla fine degli anni settanta ed è principalmente nota per il film Le onde del destino di Lars von Trier.
È sposata dal 1963 con Rex Doyle da cui ha avuto tre figli.

## Filmografia parziale

### Cinema
- Il segreto di Agatha Christie (Agatha), regia di Michael Apted (1979)
- Local Hero, regia di Bill Forsyth (1983)
- L'ambizione di James Penfield (The Ploughman's Lunch), regia di Richard Eyre (1983)
- Comrades - Uomini liberi (Comrades), regia di Bill Douglas (1986)
- Erik il vichingo (Erik the Viking), regia di Terry Jones (1989)
- Il sale sulla pelle (Salt on Our Skin), regia di Andrew Birkin (1992)
- Naked - Nudo (Naked), regia di Mike Leigh (1993)
- Amata immortale (Immortal Beloved), regia di Bernard Rose (1994)
- Le onde del destino (Breaking the Waves), regia di Lars von Trier (1996)
- L'ospite d'inverno (The Winter Guest), regia di Alan Rickman (1997)
- Janice Beard - Segretaria in carriera (Janice Beard 45 WPM), regia di Clare Kilner (1999)
- Il viaggio di Felicia (Felicia's Journey), regia di Atom Egoyan (1999)
- Il segreto di Vera Drake (Vera Drake), regia di Mike Leigh (2004)
- Blood, regia di Nick Murphy (2012)

### Televisione
- Coronation Street – serial TV, 5 puntate (1978-1980)
- Metropolitan Police – serie TV, 5 episodi (1990-2006)
- Holby City – serie TV, 16 episodi (2004-2014)
- Doctors – serial TV, 3 puntate (2010-2015)
- Law & Order: UK – serie TV, episodio 7x05 (2013)
- Casa Howard (Howards End), regia di Hettie Macdonald – miniserie TV, 3 puntate (2017)
- L'amore e la vita - Call the Midwife (Call the Midwife) – serie TV, episodio 6x0 (2019)
- Vikings – serie TV, episodi 5x18-5x19 (2019)
- This England – miniserie TV, puntata 4 (2022)

## Doppiatrici italiane
- Paola Mannoni in Le onde del destino
- Alina Moradei in L'ospite d'inverno